# B-CLUB (模型雑誌)
『B-CLUB』（ビークラブ）は、1985年10月から1998年2月にかけてバンダイ出版課から発行された模型雑誌。および同誌上にて発表された作例等を販売していたガレージキットブランドの名称。

## 概要
1980年代初頭、テレビアニメ『機動戦士ガンダム』の大ヒットにより、同作品のプラモデルも売れ、ガンプラブームを引き起こした。さらに、リアルロボット路線に乗った作品が数多く発表されたが、ガンプラに迫る売り上げが見られた商品はなかった。タカトクトイスの倒産など、ブームによる過剰な設備投資の負担に耐えかねて業績を悪化させる企業も少なくなかった。
他方で、ホビージャパンなどの模型誌がキャラクタープラモデルをメインに扱うことが定着し、後にメディアミックスと称される商業戦略が積極的に展開された。ガンプラブームのきっかけがホビージャパン誌の別冊、『How to build GUNDAM』なのは業界の共通認識であり、メディアミックス路線はメーカーにも歓迎された。とはいえこれらの雑誌は模型誌である以上、キャラクタープラモデルのみに誌面を割くわけにいかず、何よりプラモデル以外の商品展開も行なうバンダイにとっては、新たなメディアが必要とされた。さらにこの当時、『模型情報』（バンダイ出版課）の常連投稿者でもあった横井孝二などの才覚のある人材を生かす土壌がなかったこともあり、同誌の編集制作を担当していたバンダイの加藤智は、彼らが活躍できる媒体を作りたいと考えていた。そのような背景で1985年に創刊されたのが本誌である。いわゆる模型雑誌ではあるものの、雑誌コードは取得しておらず、厳密には定期発行されるムックという扱いとなる。
『B-CLUB』の『B』は『BANDAI・BRAIN・BANK-MEDIA』の3つの頭文字からつけられた。当初の表紙デザインの『B』の背景にはトライアングルがあしらわれている。
1993年頃にバンダイ出版課が解散し、出版事業がメディアワークスへ移管した後も、本誌のみは引き続きバンダイから刊行が続けられた。1998年2月刊行のNo.148をもって廃刊となった後、後継誌としてメディアワークスから『電撃B-Magazine』（『電撃ホビーマガジン』の前身）が刊行された。

## 特徴
バンダイ出版課からの刊行ということで、スポンサード番組の情報を積極的に公開すると同時に会員を募り、限定商品を販売するビジネスモデルをスタートさせた。
創刊当初からアニメに限らずドラマ、特撮番組なども取り扱い、バンダイが商品展開していたSD（スーパーデフォルメ）のガシャポンなども紹介していた。販売元であるという強みから、『機動戦士Ζガンダム』『機動戦士ガンダムΖΖ』などの作例がそのままB-CLUBブランドのガレージキットとして商品化されることも多かった。当時プラモデルで商品化されなかったモビルスーツやモビルアーマーで人気の機体がB-CLUBで立体化されることもしばしばであった。『Ζガンダム』の放映終了後は、Ζ-MSVやΖΖ-MSVをオフィシャルな立場から発表し、やはり商品化されたものも少なくないが、これらの企画は必ずしもB-CLUBのみが発表の場だったわけではなく、刊行ペースの都合上本誌よりも『模型情報』や『SDクラブ』（バンダイ）などの方が発表の機会は多かった。
本誌の刊行当時は、特撮作品を毎号メインで取り上げる雑誌が少なかったこともあり『宇宙船』（朝日ソノラマ（当時））と並んで特撮ファンの情報源であり、投稿による意見交換の場でもあった。

### 主に取り上げられたアニメ、特撮作品
アニメは、ガンダムシリーズや日本サンライズ作品の他に『聖闘士星矢』や『美少女戦士セーラームーンシリーズ』を、特撮作品は『スケバン刑事シリーズ』や『超人機メタルダー』、『平成ゴジラシリーズ』『ゼイラムシリーズ』などが多く取り上げられた。また、メディアで取り上げられる機会が少なかった『BLACK OUT』を取り上げたこともある。
また上記のような作品単位での紹介とは別に、「大研究」と称してテーマを決めて特集を組み、その枠内でアニメ、特撮、コミック等の作品を取り上げることもあった。例えば「ドリル特集」であれば、ドリルを装備した、アニメや特撮のメカやキャラを網羅し、さらに現実に存在する「ドリルマシン」ということでトンネル掘削機を取り上げ、「直径14.14m。ガンダムF91の15.2mに1.06m足りないがデナン・ゾンより大きい」「装備電動機出力、約4,650kW。『ZZ』には負けるけれど、たいがいのガンダムには勝っている」など、フィクション作品の設定を例えに用いてスペックを解説していた。他の特集でも、同様の例は多数見られる。これらの「大研究」はマイナー作品にも言及する内容の濃さで、「スーパーロボット特集」はのちに、『スーパーロボット大鑑』シリーズ（メディアワークス発行）として書籍化もされた。
イラストレーターの香坂真帆により、特撮作品のキャラクターのファッションをイラストにして紹介する『空想流行通信』という連載も行われていた。香坂の趣味で、本誌で取り上げられることがなかった『NIGHT HEAD』が取り上げられたこともあるほか、編集の意向で『ガメラ 大怪獣空中決戦』などが取り上げられることも多かった。一方で、本誌で取り上げられる機会の多かった『平成ゴジラシリーズ』は、この連載では取り上げられず、後に『宇宙船』別冊の誌上で一度だけ、香坂による『平成ゴジラシリーズ』を取り上げた『ニセ空想流行通信』が掲載された。『空想流行通信』は1997年に単行本化され、1999年には増補版も刊行。前出の『ニセ空想流行通信』も単行本化に際して収録されている。また本誌での連載終了後には、『特撮ゼロ』（アオ・パブリッシング）誌にて『帰ってきた（かもしれない？）空想流行通信』が連載された。

### 人材発掘
新規クリエイター発掘を目指して、B-CLUB主催による新人発掘企画も行なわれていた。また誌面ではオリジナル小説やそれらの立体化企画などさまざまな方面へのアプローチが行なわれていた。B-CLUB誌上からそのままアニメ化、立体化されたものは主にガレージキットだが、漫画家やアニメ関係者の新規開拓も行なわれた。原型師の中には、このB-CLUBの活動から一本立ちしていった者もいる。

### 主な連載
- 香坂真帆「空想流行通信」
- 唐沢なをき「唐沢なをきの裏漉し劇場」
- 山岸真「本のお毒見」
- こいでたく「ダブルゼータくんここにあり」「中野坂上綺談」
- 今川泰宏「知ったかぶりのスター・トレック」
- 横山智佐「声優写真日記」
- 井上幸一「宇宙世紀小monoグラフ」
- 吉田小南美＆田中公平「吉田小南美のあの歌この歌きかなきゃソン（損）グ＋田中公平の辛口評（おひとこと）」
- ショッカーO野「改造人間今日も行く」
- 片山雅博「マンガどんぶり」
- なべやかん「なべやかんの吹きこぼれギャグノート」
- 北崎拓「フィルムの中の恋人たち」
- クラウド「月刊クラウド通信」
- 雨宮慶太「RED MAUSOLEUM」
- 都築和彦「賢者の秘儀札」
- 水玉螢之丞「ツボ押しキャラクターの系譜」
- フェデリコ・コルピ（イタリア語版）「海の向こうのOTAKUな話」
- 此路あゆみ「魔法のイエローページ」「独立降下隊ガンフェロン」
- 黒田洋介「俺とガンダム」

他、多数。

## 価格の変遷
消費税導入以降は税込み価格。
- VOL.1：980円
- VOL.2：480円
- VOL.3～21：650円
- VOL.22～41：680円
- VOL.42～59：700円
- VOL.60～67：750円
- VOL.68～127：780円
- VOL.128～137：880円
- VOL.138～148：900円

## 関連書籍

### B-CLUB COMIC
奥付など、一部「B-CLUB COMICS」の表記が使用されることもあった。
- サイドストーリーオブガンダムZ / 近藤和久 (1988//)
- 機動戦士ガンダム MS戦記 / 近藤和久 (1988//)
- 機動戦士ガンダム 新MS戦記 / 近藤和久 (1989//)
- Hero's (1989/06/)
- 機動戦士Ζガンダム (全2巻) / 近藤和久 (1990//)
- AD.Police 終焉都市 / トニーたけざき (1990/11/)
- 機動戦士ガンダムF90 / 中原れい (1991//)
- GO! GO! SABERS / 神塚ときお (1991/01/20)
- ムーングロウ / 近藤和久 (1991/12/)
- コミック ストリートファイターII (1992/09/)
- 魔法の剣士ソーサル=ファイ / 此路あゆみ・きむらひでふみ (1993/01/)
- ダブルゼータくんここにあり SD CLUB編完全収録版 / こいでたく (1993//)
- 他

### B-CLUB VISUAL COMIC
- STARSHIP TROOPERS 「宇宙の戦士」メモリアルハンドブック(1988/12/20)
- バブルガムクライシス'89 B.G.オンリー (1989/03/)
- ライディングビーン / 園田健一 (1989/06/)
- プロジェクトゼオライマー 天の巻 (1989/07/)
- 決定版 破邪大星ダンガイオー大百科 (1989/09/)
- 超人ロック ロードレオン (1989/12/)
- ゲンジ通信あげだま (1993/02/)
- 機動戦士ガンダム0080 ポケットの中の戦争 Vol.1
- 機動戦士ガンダム0080 ポケットの中の戦争 Vol.2
- 機動戦士SDガンダム Mk-II PERFECT BOOK
- 機動警察パトレイバー PERFECT MANUAL vol.3
- 他

### B-CLUB FILM COMIC
- バブルガムクライシス (1988/03/)
- 機動警察パトレイバー (上) PERFECT MANUAL vol.1
- 機動警察パトレイバー (下) PERFECT MANUAL vol.2
- 他

### Comic B-CLUB
- Comic B-CLUB vol.1 (1988/11/)

### B-CLUB SPECIAL
- 高田明美アート・ブック / 高田明美 (1986/09/)
- オネアミスの翼 王立宇宙軍 コンプリーテッドファイル (1987/03/)
- スケバン刑事研究 セーラー服は学園の戦闘服だ! (1987/05/)
- スケバン刑事II 少女鉄仮面伝説 完全シナリオ集 (1987/05/)
- オーラバトラー オーラファンタズム (1987/06/)
- メタルアーマードラグナー モデル&デザイン集 (1987/08/)
- 魔女っ子倶楽部 (1987/10/)
- アートミック・デザインワークス (1987/10/)
- スケバン刑事III 少女忍法帖伝奇 SUPER MATERIAL (1987/11/)
- 高田明美アートブック(2) クリステラ / 高田明美 (1987/11/)
- エモーション パーフェクトカタログ (1987/12/)
- ロボコップ テクニカルフォトファイル (1988/01/)
- 機動戦士ガンダム MS大全集 (1988/02/)
- アキラ メカニクス 2019 (1988/07/)
- 石橋謙一イラスト集(1) メタルハート / 石橋謙一 (1988/08/)
- オーラバトラー(2) (1988/08/)
- 石橋謙一イラスト集(2) メタルウィング / 石橋謙一 (1988/11/)
- 平野俊弘キャラクターワークス / 平野俊弘 (1989/03/)
- 機動戦士ガンダム 新MS大全集 (1989/09/)
- 怪獣戯画 開田裕治画集 / 開田裕治 (1989/10/)
- 大河原邦男アイアンワークス / 大河原邦男 (1989/11/)
- メガゾーン23 (1990/02/)
- 園田健一画集(1) 美女ON(びじょん) / 園田健一 (1990/03/)
- 開田裕治画集(2) メガニクス / 開田裕治 (1990/06/)
- 園田健一画集(2) GALLANT(ぎゃらんと) / 園田健一 (1990/08/)
- 冥王計画(プロジェクト)ゼオライマー (1990/12/)
- GALLFORCE CHAPTER OF THE EARTH (1991/03/)
- LABOR GRAPHIX 機動警察パトレイバー (1991/04/)
- Period 園田健一 comic selection (1991/04/)
- 機動戦士ガンダムF91 オフィシャルエディション (1991/04/)
- 冒険!イクサー3 (1991/06/)
- エピタフ 風の墓標 奥田万つ里画集 / 奥田万つ里 (1991/06/)
- BUBBLEGUM CRISIS (1991/09/)
- 甲竜伝説ヴィルガスト画集 (1991/11/)
- バブルガム・クラッシュ! (1992/03/10)
- 開田裕治画集(3) / 開田裕治 (1992/04/)
- デトネイター・オーガン (1992/06/)
- 京本政樹のHERO考証学 / 京本政樹 (1992/06/)
- 機動戦士ガンダム 新MS大全集 Ver.3.0 (1992/06/)
- レジェンドオブアイドル (1992/12/)
- 仮面ライダーZO OFFICIAL MAKING MOOK (1993/05/)
- 他

## 模型ブランドとしてのB-CLUB
設立当初は、ガンダム系のガレージキットを主力商品としていたわけではなく、ガレージキット業界全体として複製技術が未成熟でまだ精度を要するロボットもののガレージキットが敬遠されたこともあり、美少女フィギュアが多くラインナップされていた。「ΖMSV」でも百式改の改造パーツといったラインナップが多かった。また、初期のメカ関係ではこれら改造パーツや1/220ベースジャバーといった、廉価で通販でも購入しやすい小型の商品が多かった。
B-CLUBブランドでは『スケバン刑事』のフィギュアも発売されていたほか、レジン製ガレージキット以外にプリティーアイドルコレクションと銘打たれたソフトビニール製のドールも発売されている。これはバンダイの通常ラインで発売された「ラブリーギャルズコレクション」（ラインナップとしては『ダーティペア』と『魔法の天使クリィミーマミ ロング・グッドバイ』がある）の後続商品でもある。
他には、簡易インジェクション成型による放映当時唯一のオフィシャルの商品である『スケバン刑事』のヨーヨーや『重戦機エルガイム』のバッシュのバスターランチャーのプラモデルもリリースされていた。
初期にはフォウ・ムラサメやセイラ・マスのヌードフィギュアなども発売されていた。
その後セーラームーンやアップルシードなど人気作品のガレージキットをリリースし、本誌が廃刊となった1998年以降も食玩、フィギュア、ガレージキットなど多岐に渡る分野の商品をてがけるブランドとなっている。2003年以降はポピーがB-CLUBブランドのガレージキットの販売を手がけていたが、バンダイナムコグループの再編の一環として、2007年3月1日付けでポピーがプレックスと合併したことに伴い、バンダイホビー事業部へ移管された。
2021年現在、B-CLUBブランド以外のガンダム系ガレージキットは、キャラホビでの当日版権のみ版権が許諾されている。そのため、原型を担当するガレージキットメーカーの持ち込みによる企画が殆どといえる。

## 直営店
1990年前後にはアンテナショップとして、渋谷と高田馬場にてB-CLUBショップを営業。高田馬場店にはバンダイメディア事業部直営の映画館エモーションシアター「パール座」が併設され、OVAの上映・トークショー等が行われていた。渋谷店はホビーベースイエローサブマリンとの業務提携によりB-CLUBショップ・イエロー・サブマリンと名称を変更して1997年まで営業が続けられた。